# 先天性欲情魔
『先天性欲情魔』（せんてんせいよくじょうま、西: Fuego) は、1969年に公開されたアルゼンチンのセクスプロイテーション映画。アルマンド・ボーが脚本、製作、監督、イザベル・サルリが主演。1959年から1980年にかけて2人が制作した数多いエロティック映画の1つ。

## ストーリー

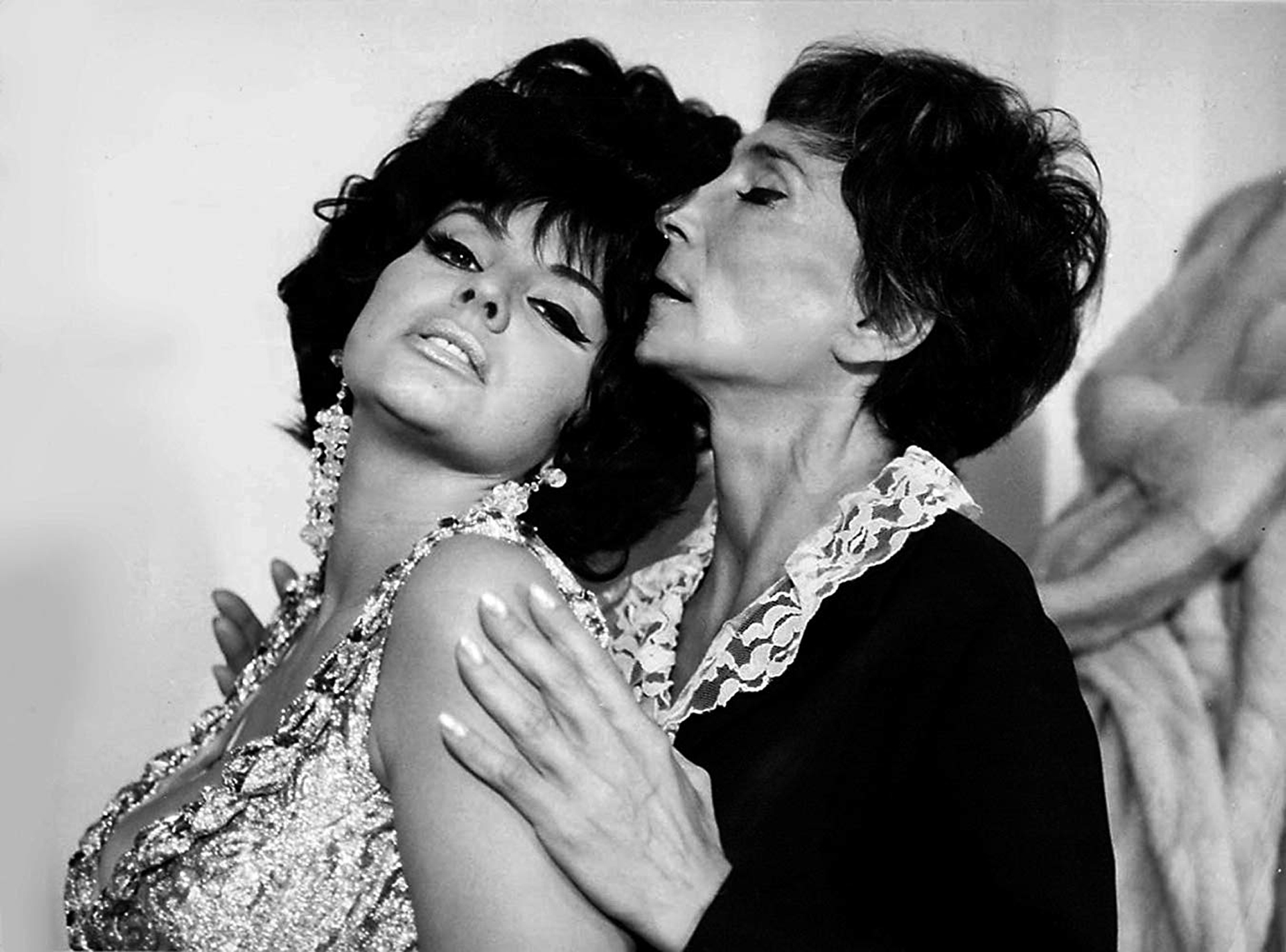
ラウラ (イザベル・サルリ) とメイド兼秘書のアンドレア (アルバ・ムヒーカ) の関係は、アルゼンチン映画における初のレズビアン表現の1つ。

裕福な若い女性ラウラは彼女に恋しているメイド兼秘書のアンドレアを伴い、家の近くの湖で沐浴していた。大金持ちのカルロスは水浴びをするラウラを窃視し、メイドが彼女の足を愛撫しているのを見て彼女に恋をしてしまう。ラウラはアンドレアを理解者と頼りにしながらも身体の奥の情欲の炎（Fuego）を持て余し、常にそれを鎮めるための男性を必要としていた。
その後、社交界のパーティでラウラはカルロスと2人きりで語り合う機会を持つ。熱烈に求婚する彼の情熱に夢中にはなったが、他の男性と性的関係を持つことを抑制出来ないかも知れないと警告した。婚約した後もラウラは飽くことのないセックスへの欲求を満たすためのパートナーを選び続けた。
結婚後もラウラは全身を覆う毛皮のコートを着て通りを歩き、彼女を見ていた数人の男性にコートをはだけて剥き出しの胸を見せる。そうした男たちの内で追いかけてくる男性と一緒に立ち去る。更にベッドで別の男性と一緒にいるところをカルロスに見つかる。カルロスは彼女が性的神経症により常に性欲過多の興奮状態にある病気だと知り、彼女をニューヨークの精神科医に連れていく決意をする。
ニューヨークでも、彼が仕事をしている間にラウラは街のあらゆる男を魅了する。摩天楼の屋上で眼下を眺めながら、ラウラは死ぬことでしか救われないのではないかと考え始める。彼らがアルゼンチンに戻った後もラウラは自制が出来ず、夫を裏切ってしまう。彼女はその後に罪悪感を感じ、カルロスに自分を殺すよう懇願する。一度は承諾し銃口を向けたカルロスではあったが、撃つことは出来なかった。そして不貞の妻でも構わないから、ずっと側にいてくれと抱きしめた。
しかし結局ラウラは自らを許すことは出来ず、湖に身を投げて自殺した。カルロスは一人にされ、彼女の墓を訪れ悲嘆にくれる。そこにラウラが幽霊として現れ、本当に愛した人はあなただけと告げて去っていった。ラストシーンでカルロスは拳銃で自殺を遂げる。

## キャスト
- イザベル・サルリ - ラウラ
- アルマンド・ボー（英語版） - カルロス
- アルバ・ムヒーカ（英語版） - アンドレア
- ロベルト・アイラルディ（英語版） - ソラザール医師
- ヒューゴ・ムヒーカ - ホルヘ
- オスカル・ヴァリセッリ（スペイン語版） - 配管修理工
- ミゲル・A・オルモス - ドライバー

## 製作
1968年から1969年にかけて、パタゴニアの都市サン・マルティン・デ・ロス・アンデスとニューヨーク市で撮影された。
1968年から、サルリとボーのコンビによる映画は、より性的に過激になっていった。コロンビアは定期的にボーに電話をかけ、映画にセックスシーンが何ヵ所あるか尋ねた。

## 公開

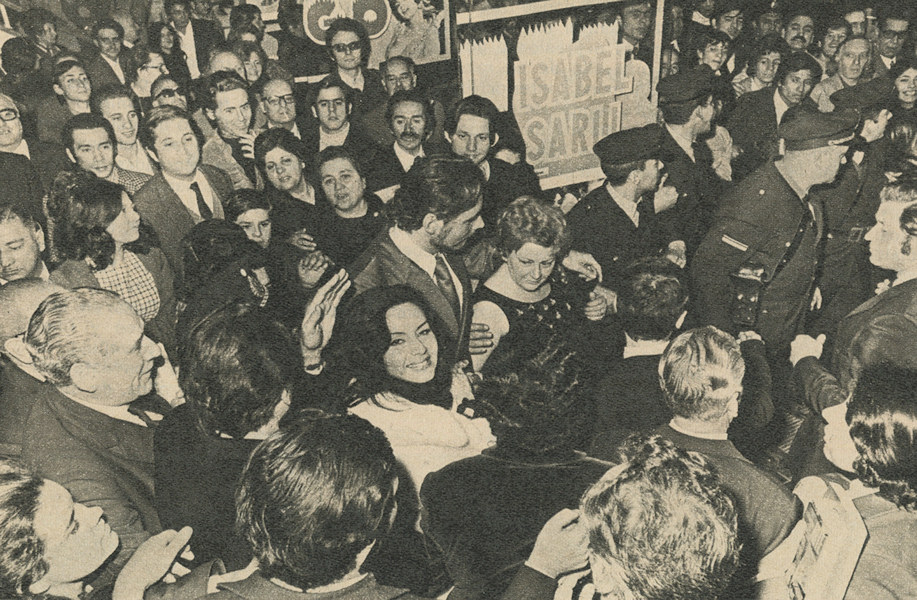
1971年、ブエノスアイレスにおける『先天性欲情魔』初演時のイザベル・サルリ（中央）。

本作は、軍事独裁者フアン・カルロス・オンガニーアの下での新たな検閲規則に従って禁止された最初のアルゼンチン映画となった。著名な配給業者ハイメ・カブーリの助言を受けて、ボーとサルリは映画のネガを持ってニューヨーク市に向かった。リアルト・ウェストとリアルト・イーストで15万ドルをかけて宣伝キャンペーンを行った後、1969年10月10日に映画は公開された。

## 評価
アメリカ合衆国の映画評論家ロジャー・グリーンスパンはニューヨーク・タイムズで、この映画に肯定的なレビューを書いている「イザベル・サルリは、私たちのほとんどが通常の性行為で一生の内に経験できるよりも多くの性的なスリルを息を吸って吐き出すまでの間隔に押し込んでいる」。
クラリン紙のJ.C.F.は次のように述べている「ラウラが罪に陥るのは避けられないことであり、彼女は自分自身を浄化する必要があり、死をもってそれを達成する。彼女は大きな白いネグリジェを身に着けて湖に身を投げた後、同じ姿で幽霊として現れる。彼もまた自殺し、二人は新しい（嵐が丘の）ヒースクリフとキャシーとして牧歌的な死に至るだろう」。

## 影響
『先天性欲情魔』は「アルゼンチン映画の歴史におけるマイルストーン」であり、サルリの「エロティシズムの頂点」の1つと見なされてきた。イザベル・サルリとアルバ・ムヒーカの演じる人物の関係は、アルゼンチン映画における初のレズビアン表現の1つであった。
ジョン・ウォーターズは好きな映画として『先天性欲情魔』を挙げ、サルリの映画の大ファンであると公言している。彼とディヴァインはサルリの崇拝者であり、ニューヨーク市のグラインドハウスで彼女の映画を見ていた。ウォーターズは2002年のメリーランド映画祭で毎年恒例のセレクションとして『先天性欲情魔』を紹介し、2006年のHere TVネットワークのオリジナルシリーズ『John Waters Presents Movies That Will Corrupt You』（ジョン・ウォーターズが贈るあなたを堕落させる映画）で取り上げた。彼は「同性愛者が驚嘆するヘテロ映画」と表現した。2018年、監督とサルリはブエノスアイレスで開催されたBAFICI映画祭でついに出会う機会を得た、ウォーターズはサルリの業績を称える賞を授与し、彼女にビデオインタビューを行なった。